# 春日沙生
春日 沙生（かすが すなお）は、日本の漫画家、同人作家。女性。京都府京都市出身。千葉県在住。

## 経歴
2007年より、サークル「ゆめいろごろも」として活動を開始。二次創作や創作百合作品の執筆を行っていた。
2013年より『コミック百合姫』（一迅社）に原稿の持ち込みを開始。2014年5月に、持ち込み原稿の3作目である『×××したいくらい可愛い君が』が第11回百合姫コミック大賞紫水晶(アメジスト)賞を受賞し、『コミック百合姫』2014年9月号に掲載された。その後、複数回の読み切り掲載を経て、2015年4月に著者初の単行本となる短編集『×××したいくらい可愛い君が』が発売された。
『コミック百合姫』2015年3月号から2016年7月号にかけて連載された『住めど地獄のインフェルノ』で連載デビュー。
その他、『あなたの順位おしえてくださいっ』が『月刊コミックアライブ』（KADOKAWA）2017年10月号から2018年12月号まで、『さかさまロリポップ』が『まんがタイムきらら』（芳文社）2018年10月号から12月号のゲスト掲載を経て、2019年2月号から2021年1月号まで連載された。
『まんがタイムきらら』2022年3月号から5月号のゲスト掲載を経て、6月号より『おねロリキャバクラ』を連載開始、2024年5月号まで連載された。

## 作品リスト

### 連載
- 住めど地獄のインフェルノ（『コミック百合姫』2015年3月号 - 2016年7月号）
- あなたの順位おしえてくださいっ（『月刊コミックアライブ』2017年10月号 - 2018年12月号）
- さかさまロリポップ（『まんがタイムきらら』2018年10月号 - 12月号〈ゲスト〉、2019年2月号 - 2021年1月号）
- おねロリキャバクラ（『まんがタイムきらら』2022年3月号 - 5月号〈ゲスト〉、2022年6月号 - 2024年5月号）

### 読み切り
- 泣き虫×処方箋（持ち込み1作目） - 『×××したいくらい可愛い君が』に収録。
- 林檎を与えられた彼女たちは（初出 : 同人誌） - 『×××したいくらい可愛い君が』に収録。
- ×××したいくらい可愛い君が（『コミック百合姫』2014年9月号） - 『×××したいくらい可愛い君が』に収録。
- 羽根色Drop'in（『コミック百合姫』2014年11月号） - 『×××したいくらい可愛い君が』に収録。
- 私が仕事をやらない、ただひとつの理由（『コミック百合姫』2015年1月号） - 『×××したいくらい可愛い君が』に収録。
- キミのそばで、ここはユメのなか（『コミック百合姫』2015年3月号） - 『×××したいくらい可愛い君が』に収録。
- 舞台袖の鑑賞者（持ち込み2作目、『ニコニコ百合姫』2015年6月号） - 『×××したいくらい可愛い君が』に収録。
- くびわをつけて、しっぽをふって。（『キマシ！』2015年7月）
- 僕は姉に養分を吸われました（『月刊コミックアライブ』2016年3月号）
- 接触型対人高揚症（『月刊コミックアライブ』2016年8月号）
- 小学生の女王様（『月刊コミックアライブ』2016年12月号）
- 『スロウスタート』のアンソロジー寄稿作品（原作：篤見唯子、『スロウスタートアンソロジーコミック 1』2018年）
- 男子中学生にママ活したい女子高生のおはなし（『月刊コミックアライブ』2019年10月号）
- 年の差百合（『百合ドリル 自由研究編』2020年） - 『百合ドリル』のアンソロジー寄稿作品。
- キスしたいほど可愛いのは（『親子百合アンソロジー “My Sweet Home”』〈コンパス〉2021年3月）
- お召し遊ばせ（『まんがタイムきららフォワード』2021年7月号）
- 甘く溶けたら完成です（『まんがタイムきらら』2022年2月号）

### 書籍
- 『×××したいくらい可愛い君が』一迅社〈百合姫コミックス〉、2015年4月18日発売[12]、ISBN 978-4-7580-7411-7
- 『住めど地獄のインフェルノ』、一迅社〈百合姫コミックス〉2015年11月18日 - 2016年、全2巻
- 『あなたの順位おしえてくださいっ』、KADOKAWA〈MFコミックス アライブシリーズ〉2018年、全2巻
  1. 2018年3月23日発売[13][14]、ISBN 978-4-04-069755-0
  2. 2018年11月21日発売[15]、ISBN 978-4-04-065328-0
- 『さかさまロリポップ』芳文社〈まんがタイムKRコミックス〉2020年 - 2021年、全2巻
  1. 2020年1月27日発売[16]、ISBN 978-4-8322-7157-9
  2. 2021年2月25日発売[16]、ISBN 978-4-8322-7254-5
- 『おねロリキャバクラ』、芳文社〈まんがタイムKRコミックス〉2023年 - 2024年、全2巻
  1. 2023年3月27日発売[17][18]、ISBN 978-4-8322-7450-1
  2. 2024年4月25日発売[18]、ISBN 978-4-8322-9544-5